# Gmina Ciepłowody
Die Gmina Ciepłowody ist eine Landgemeinde im Powiat Ząbkowicki der Woiwodschaft Niederschlesien in Polen. Ihr Sitz ist das gleichnamige Dorf (deutsch Tepliwoda) mit etwa 1100 Einwohnern.

## Geographie

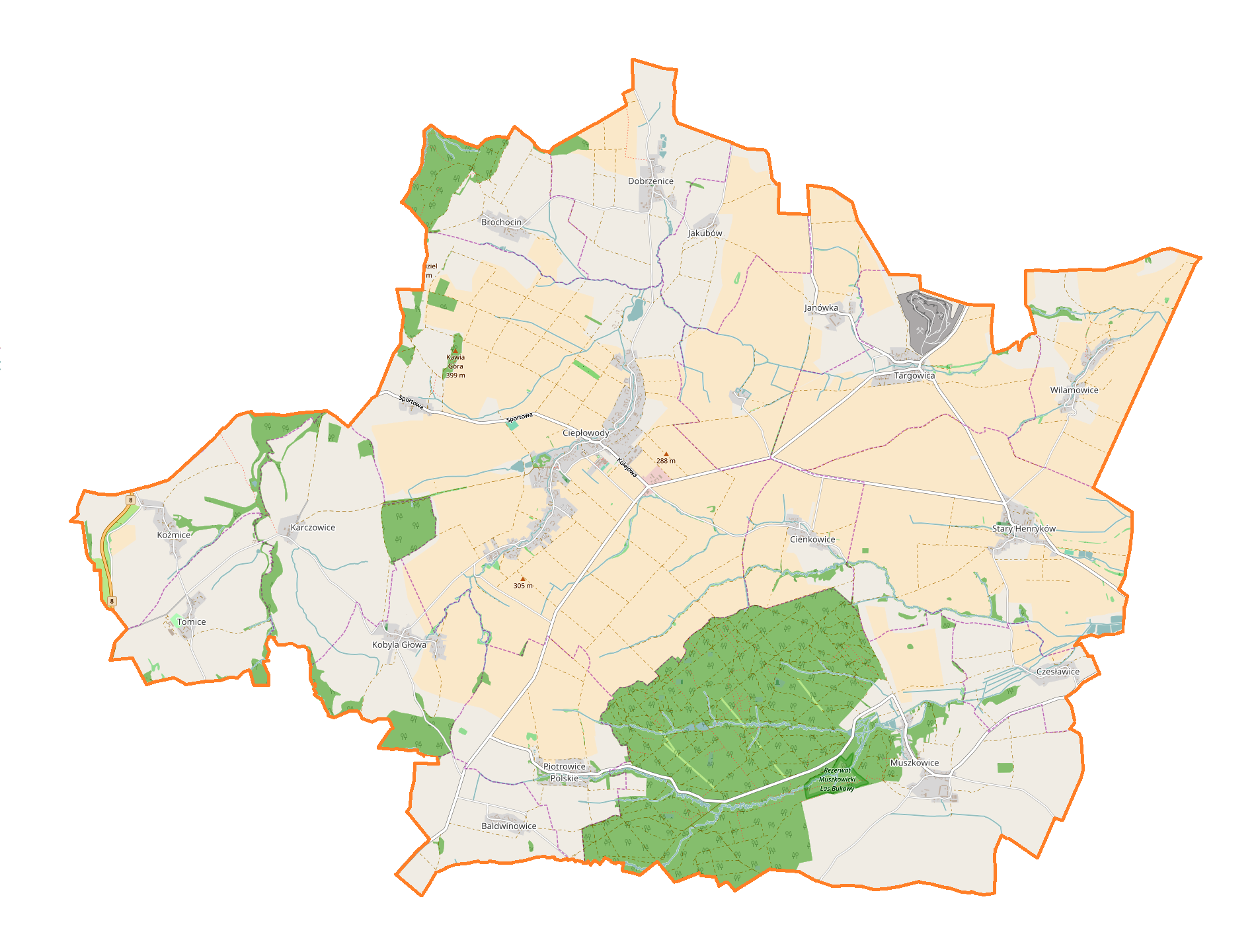
Karte der Gemeinde

Die Gemeinde liegt im Süden der Woiwodschaft. Breslau liegt etwa 45 Kilometer nördlich. Nachbargemeinden sind Niemcza im Nordwesten, Kondratowice im Norden, Strzelin im Nordosten, Ziębice im Südosten und die Gemeinde der Kreisstadt Ząbkowice Śląskie (Frankenstein) im Südwesten.
Höchste Erhebung auf Gemeindegebiet ist die Kawia Góra mit 339 m n.p.m. Höhe. Zu den Fließgewässern gehört der Zameczny Potok im Naturschutzgebiet Muszkowicki Las Bukowy.

## Geschichte
Die Landgemeinde wurde 1973 aus Gromadas neu gebildet. Sie kam 1975 von der Woiwodschaft Breslau zur Woiwodschaft Wałbrzych, der Powiat wurde aufgelöst. Zum 1. Januar 1999 kam die Gemeinde zur Woiwodschaft Niederschlesien und zum wieder errichteten Powiat Ząbkowicki.

## Gliederung
Die Landgemeinde (gmina wiejska) Ciepłowody besteht aus 17 Dörfern mit einem Schulzenamt (sołectwo, Einwohnerzahlen vom 31. Dezember 2014; deutsche Namen, amtlich bis 1945).
- Baldwinowice (Belmsdorf) – 90
- Brochocin (Dürrbrockuth) – 76
- Cienkowice (Zinkwitz) – 85
- Ciepłowody (Tepliwoda, 1936–1945 Lauenbrunn) – 1080
- Czesławice (Zesselwitz) – 56
- Dobrzenice (Siegroth) – 225
- Jakubów (Jakobsdorf) – 53
- Janówka (Ober Johnsdorf) – 122
- Karczowice (Tadelwitz) – 46
- Kobyla Głowa (Kobelau) – 116
- Koźmice (Kosemitz) – 130
- Muszkowice (Moschwitz) – 203
- Piotrowice Polskie (Polnisch Peterwitz, 1937–1945 Petershagen) – 130
- Stary Henryków (Alt Heinrichau) – 313
- Targowica (Tarchwitz) – 169
- Tomice (Tomnitz) – 52
- Wilamowice (Willwitz) – 122

## Verkehr
Die Landesstraße DK8 berührt den Westen des Gemeindegebiets. Der nächste internationale Flughafen ist Breslau.

## Söhne und Töchter (Auswahl)
- Fritz Günther von Tschirschky (1900–1980), deutscher Diplomat und Politiker